# Barysaŭ-Arėna
La Barysaŭ-Arėna (in bielorusso Барысаў-Арэна?; traslitterazione anglosassone: Borisov Arena) è uno stadio di calcio situato a Barysaŭ, in Bielorussia. Ha una capienza di 13.126 posti e ospita le partite in casa del BATE.